# Apoštolská prefektura Pao-jing
Apoštolská prefektura Pao-jing je prefektura římskokatolické církve, nacházející se v Číně.

## Území
Prefektura zahrnuje část čínské provincie Chu-nan.
Prefektním sídlem je město Pao-jing.
K roku 1950 měla: 1 649 věřících, 3 diecézní kněze, 5 řeholních kněží, 3 řeholnice a 4 farnosti.

## Historie
Prefektura byl založena dne 3. června 1938 bulou Ad Christi nomen papeže Pia XI., z části území apoštolské prefektury Jung-čou-fu. Svěřena byla Řádu menších bratří.

## Seznam prefektů
- Ladislaus Lombos, O.F.M. (1938-1963)
- sede vacante (od 1963)